# Гора Сова
Гора Сова — гора в Українських Карпатах, у південній частині масиву Полонина Боржава.

## Географія
Розташована в Керецьківській сільській громаді Хустського району Закарпатської області, 30 км на північний захід від м.Свалява
Висота гори — 561,6 м.
Гора Сова вкрита буковими лісами з поодинокими деревами граба, дуба, берези та іншими.

## Цікаві факти
На вершині гори знаходиться телевізійна щогла ЗФКРРТ.
На захід від гори розташований національний парк «Зачаро́ваний Край»
На схилах гори бере початок багато малих струмків, ліві притоки річки Лисичанка.

## Галерея

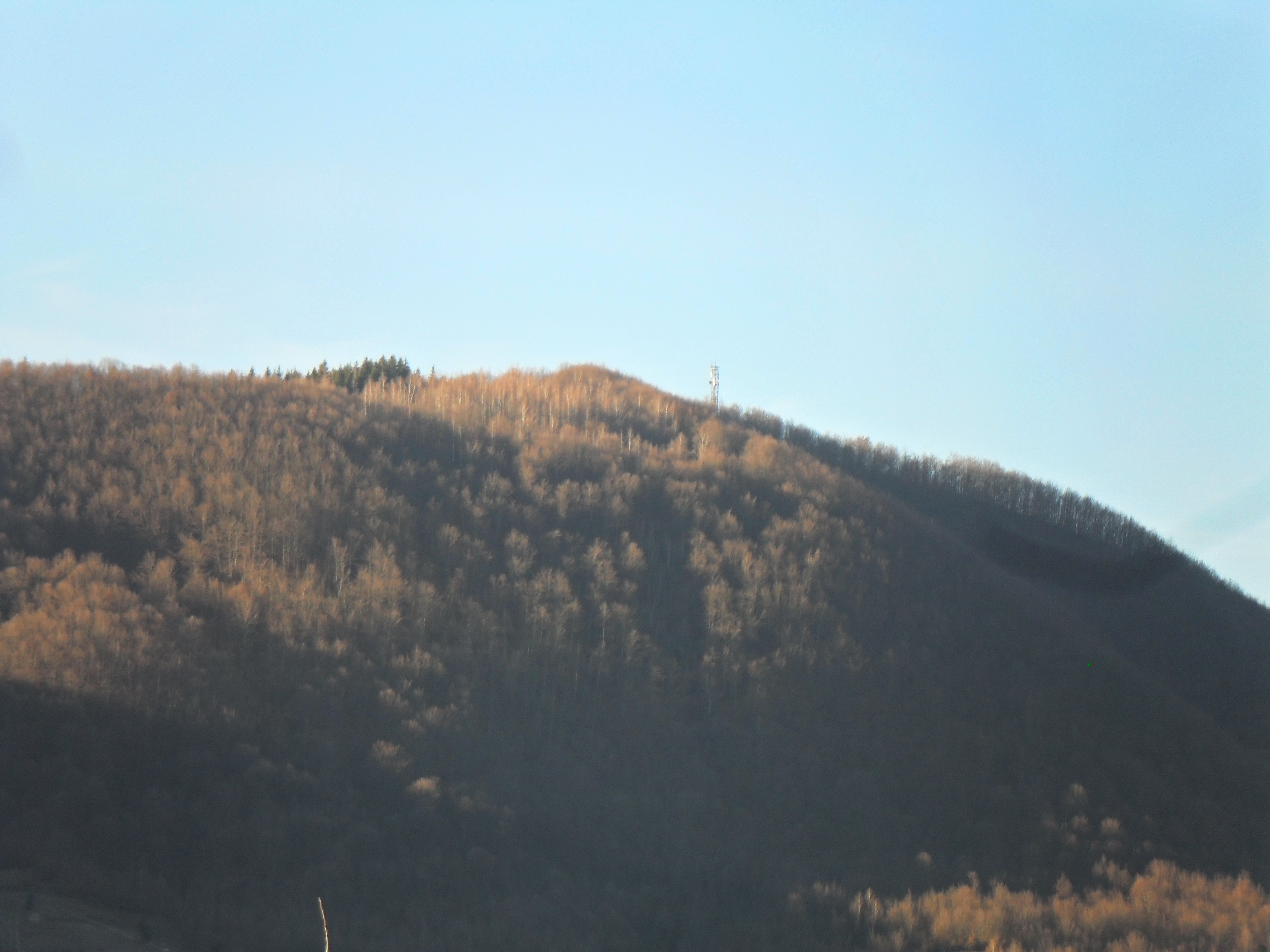
Вершина г.Сова
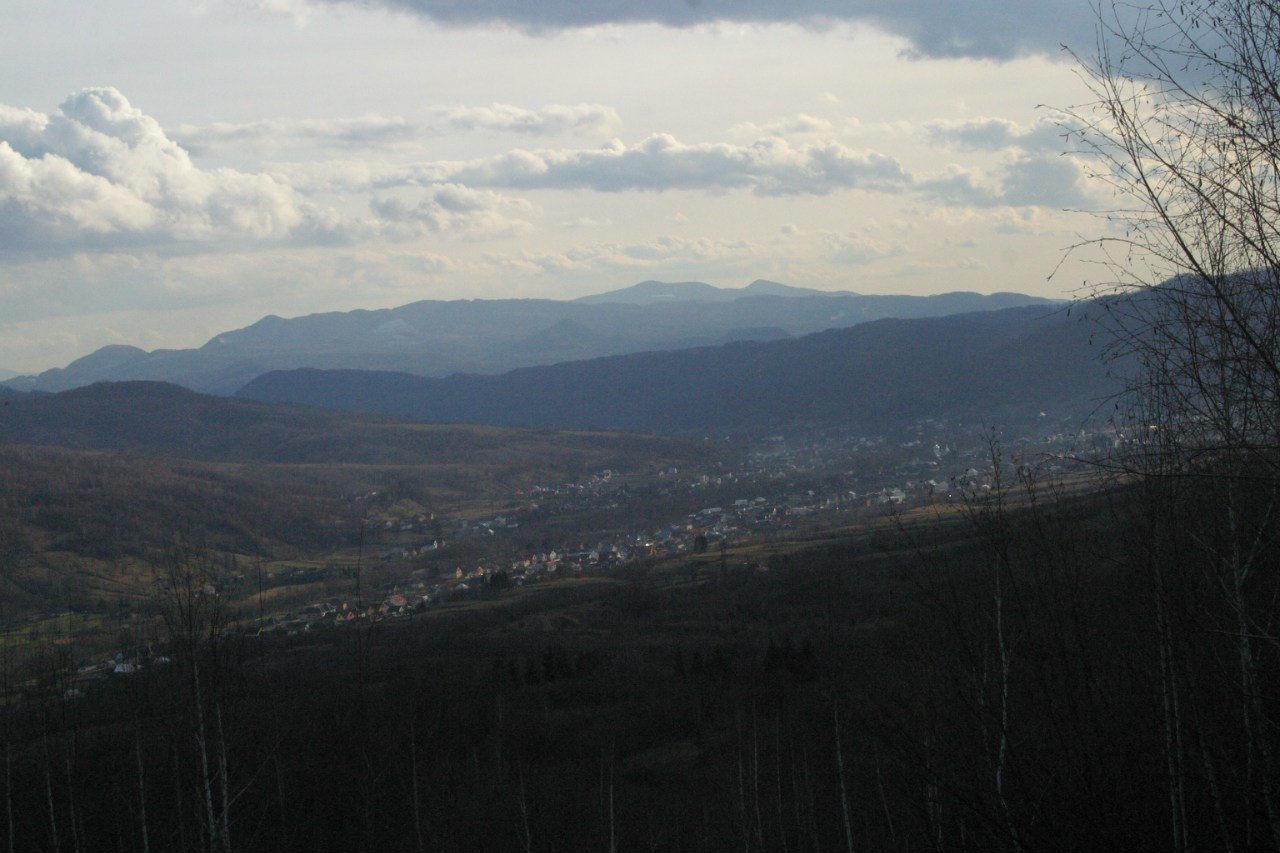
Вид з г.Сова на с.Кушниця
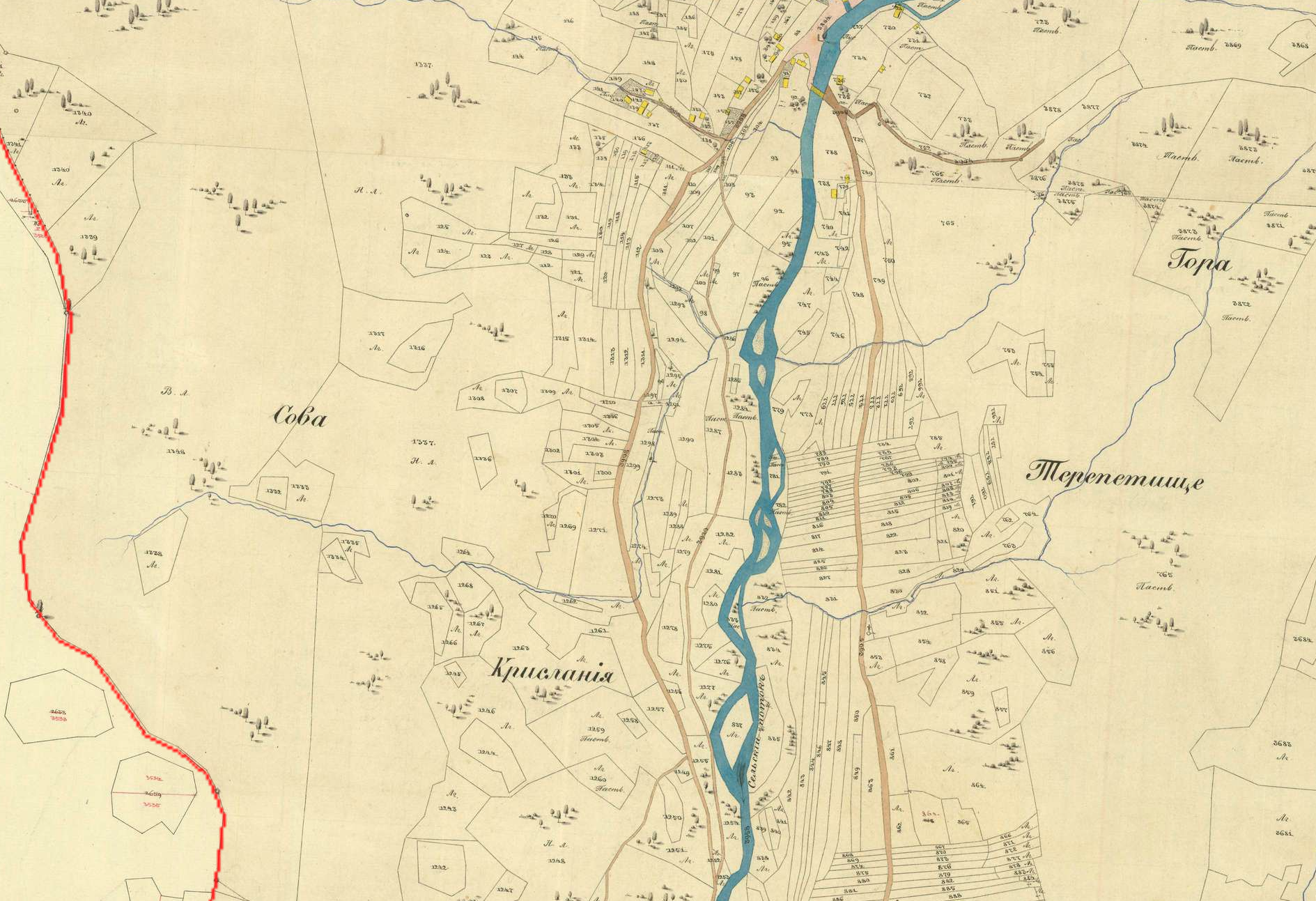
Гора Сова на мапі
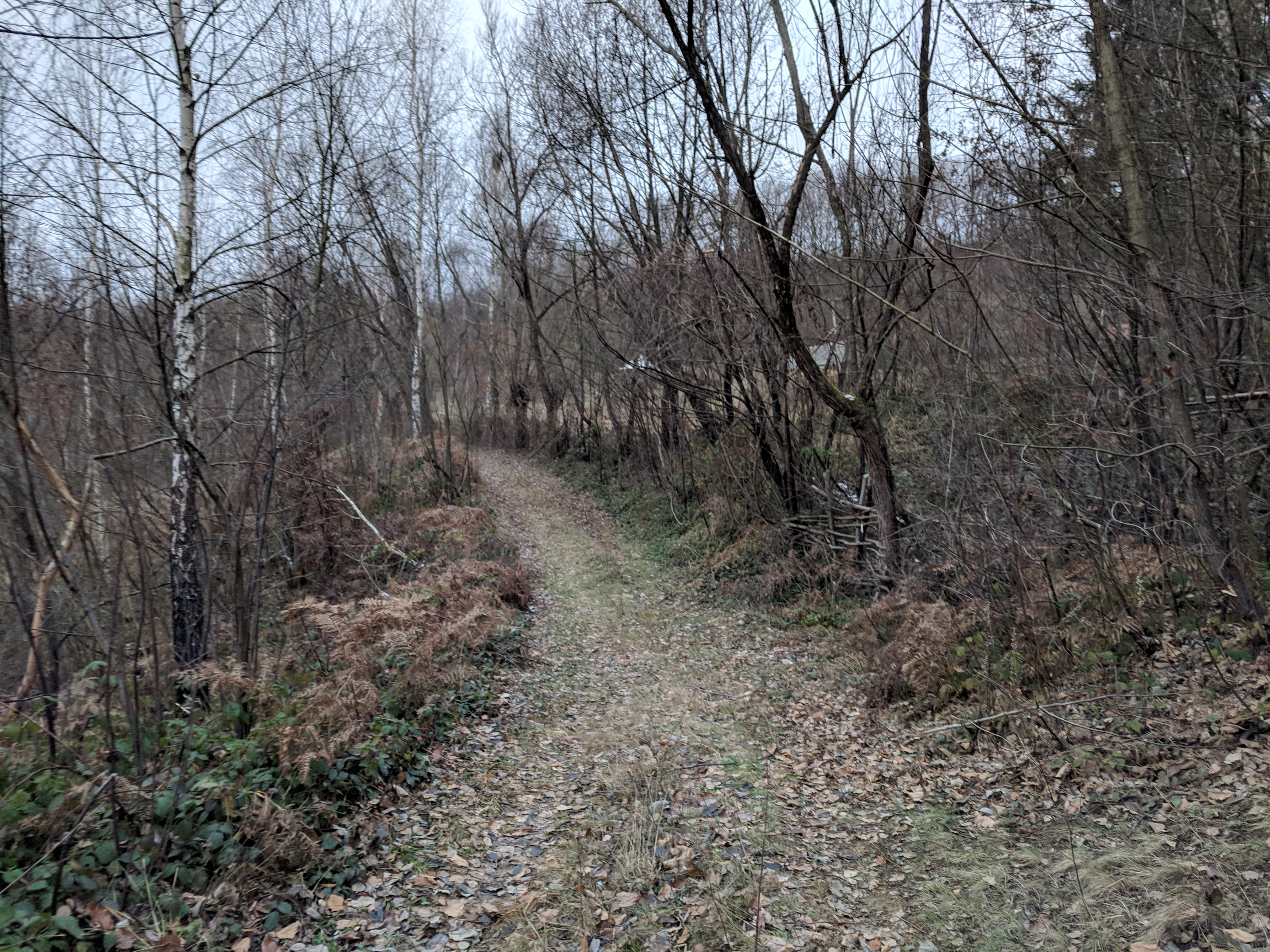
Лісова стежка на г.Сова